# Maria Poiani Panigati
Maria Poiani Panigati (Pavia, 17 marzo 1982) è una nuotatrice italiana non vedente, campionessa paralimpica e mondiale nello stile libero.

## Carriera
Ha nuotato alle paralimpiadi di Sydney del 2000 arrivando in finale nei 400 m stile libero. Nel 2007, ai mondiali IBSA di Rio de Janeiro, ha vinto due medaglie d'oro nei 50 e nei 100 metri stile libero, due d'argento nei 100 m rana e nei 200 m misti e un bronzo nei 200 m stile libero.
L'anno successivo, convocata alle Paralimpiadi di Pechino ha vinto la medaglia d'oro nei 50 metri stile libero categoria S11 precedendo la compagna Cecilia Camellini e nuotando la distanza in 31"39. Nella batteria ha stabilito il nuovo primato mondiale per la specialità con il tempo di 31"21. È stata anche finalista nei 100 m stile libero in cui è arrivata quinta.
Vive a Bergamo.

## Palmarès
- Alle Paralimpiadi del 2000 ha nuotato nella categoria S12/SB12, a quelle del 2008 nella categoria S11.
- Ai Giochi mondiali IBSA del 2007 ha nuotato nella categoria B1

| Giochi paralimpici       | 50 m st. libero         | 100 m st. libero          | 400 m st. libero | 100 m rana                | 100 m farfalla | ---             |
| 2000 Sydney Australia    | elim. in batteria 32"01 | elim. in batteria 1'12"25 | 8ª 5'53"74       | elim. in batteria 1'39"47 | squalificata ' | ---             |
| 2008 Pechino Cina        | Oro 31"39               | 5ª 1'12"71                | ---              | ---                       | ---            | ---             |
| Campionati mondiali IBSA | 50 m st. libero         | 100 m st. libero          | 200 m st. libero | 100 m rana                | 100 m farfalla | 200 m misti     |
| 2007 San Paolo Brasile   | Oro 32"69               | Oro 1'15"45               | Bronzo 3'00"16   | Argento 1'41"34           | squalificata ' | Argento 3'25"17 |